# Antonio Fraguas de Pablo
Antonio Fraguas de Pablo, més conegut com a Forges (Madrid, 17 de gener de 1942 - Madrid 22 de febrer de 2018) fou un humorista gràfic espanyol.

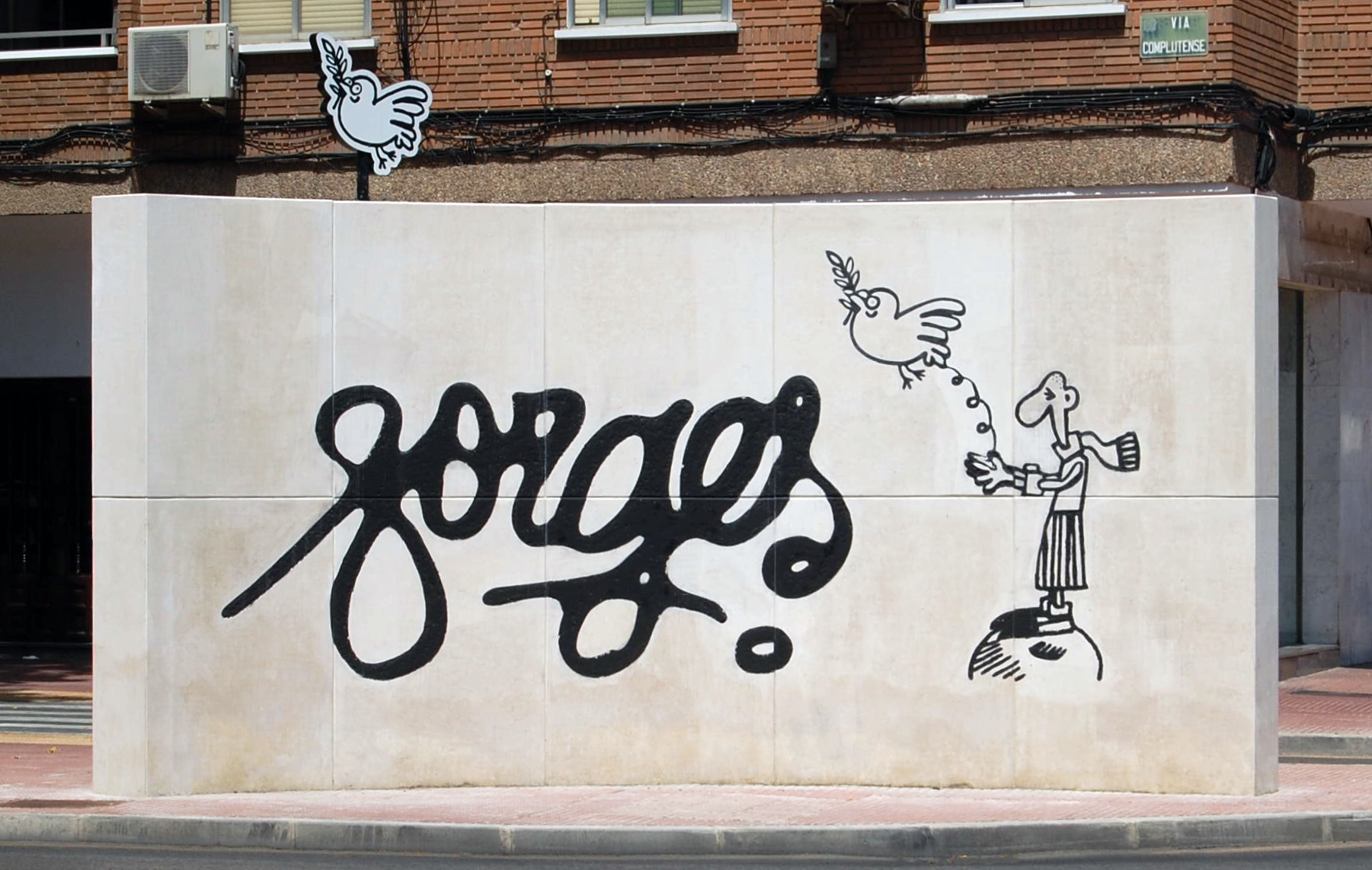
Monument a Forges, en Alcalá de Henares (2021).

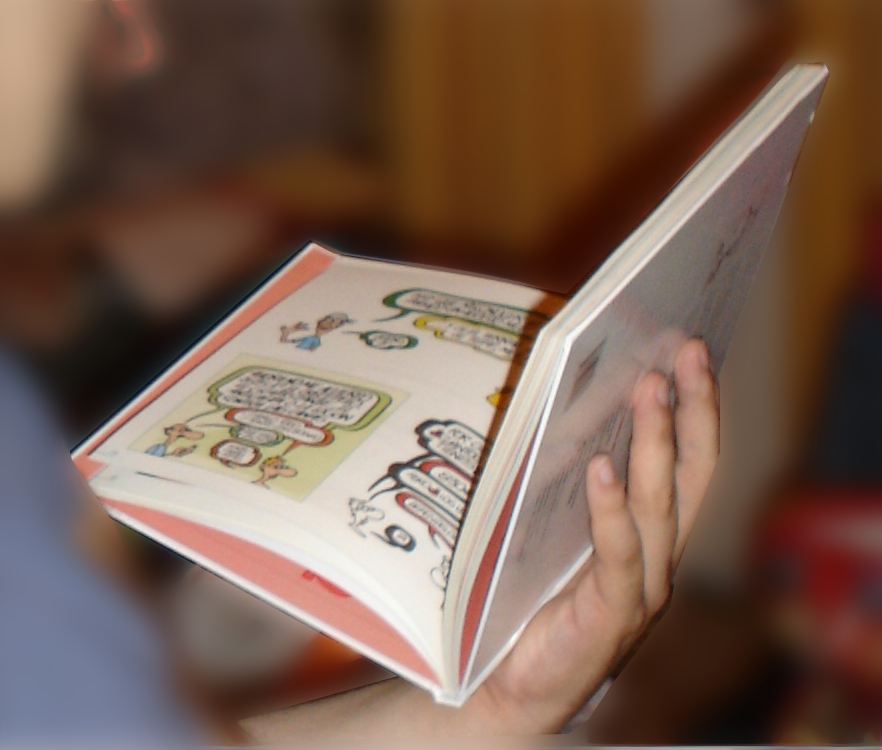
Llibre amb il·lustracions de Forges

Fill de catalana i gallec, va passar la seva infància en una gran família en la qual és el segon de nou germans. Va ser un mal estudiant, però un gran lector de Richmal Crompton i els seus llibres sobre Guillem Brown. Va estudiar Enginyeria de Telecomunicació i Ciències Socials. El 1956 amb 14 anys comença a treballar com a tècnic de telecine a Televisió Espanyola i com a mesclador d'imatge des de 1962; va abandonar la plantilla de TVE essent Coordinador d'Estudi el 1973 per a dedicar-se professionalment a l'humorisme gràfic. Havia publicat el seu primer dibuix el 1964 en el diari Pueblo, de la mà de Jesús Hermida, i després va passar a Informaciones; Jesús de la Serna li va encarregar l'acudit editorial. El 1970 començà a col·laborar en Diez Minutos i treballà a les revistes d'humor Hermano Lobo i Por Favor. Va fer el servei militar com a furriel d'artilleria i es va casar i va tenir tres filles i un fill. Va publicar l'acudit editorial a Diario 16 i posteriorment a El Mundo, però va deixar aquest periòdic després d'haver-ne estat un dels set fundadors, i va passar a signar l'acudit editorial d'El País. A més posseïx seccions d'humor gràfic a les revistes Lecturas, Jano i El Jueves.
Va dirigir dues pel·lícules (País, S.A., 1975, i El Bengador Gusticiero y su pastelera madre, 1977) i 4 sèries d'humor a televisió, El Muliñandupelicascarabajo (1968), Nosotros (1969) i 24 horas aquí (1976), a TVE; i Deforme setmanal (1991), a Telemadrid amb el seu germà José María Fraguas. A ràdio va participar en programes com Protagonistas de Luis del Olmo, La Ventana de Javier Sardà, No es un día cualquiera de RNE amb Pepa Fernández i a La Ventana de Gemma Nierga a la cadena SER.
Com a humorista va utilitzar unes bafarades molt personals de línia negra molt gruixuda i un refinat llenguatge extret directament del carrer. "Inventor" de paraules i modismes lèxics, (bocata, firulillo, esborcio, jobreído, etc.), és un dels pocs humoristes amb una oïda sensible al llenguatge popular. En la seva obra ocupa un lloc fonamental el costumisme i la crítica social. El seu fort és la visió crítica de les situacions de la vida quotidiana; ha creat tota una extensa iconografia de personatges i situacions còmiques que reflecteixen la idiosincràsia i la sociologia de l'Espanya contemporània. Mariano, un burgès frustrat casat amb una dona grossíssima anomenada Concha, que representa la repressiva consciència; els nàufrags en una illa avorrida que han de combatre la solitud amb una hipertròfia de la fantasia; els Blasillos que representen l'Espanya rural i eterna; les velles que conjuguen informàtica i catetisme; els oficinistes ¡¡cabrejats¡¡; el matrimoni sepultat en un llit immens; el cap prepotent i torracollons; el yuppi americanitzat i idiota; el niñato fatxenda i imbècil; l'alienat pel futbol, l'oficinista cabrejat i subversiu, el despenjat que tanca bars, el pretensor de finestreta, l'enclaustrat en el búnker, etc. Una part substancial de la seva obra la constitueixen els àlbums sobre Història d'Espanya en còmic i sobre informàtica per a maldestres. Afirma que a Espanya no cal inspiració per a ser humorista.
El 1997 va obtenir el Premi Lliri de l'Associació de Dones Periodistes de Catalunya i el 1998 va rebre la Creu de Sant Jordi de la Generalitat de Catalunya. El 2007 va intervenir en el llibre homenatge a Uderzo, actual autor d'Asterix i Obelix, amb motiu del seu vuitantè aniversari; àlbum en el qual 30 artistes del còmic mundial van dibuixar aventures dels esmentats personatges, però amb els seus respectius estils.
Va morir de càncer la matinada del 22 de febrer de 2018 a Madrid.
El 17 de gener de 2022 Google va destacar el 80è aniversari del naixement de Forges amb un "Doodle",

## Obres
- 2007 - "La Consti y la Transi", els anys de 1975 a 1982 de l'Espanya democràtica, de la sèrie Historia de Aquí
- 2006 - "El Franquismo y hacia la Libertad" l'era franquista en còmic, de la sèrie Historia de Aquí.
- 2006 - "La Guerra Incivil", la Guerra Civil espanyola en còmic, de la sèrie Historia de Aquí.
- 2006 - El ambiente siempre está en medio, con Joaquín Araujo
- 2005 - Arte de am@r (dibuixos)
- 2004 - Humor del Día (dibuixos)
- 2003 - Números pares, impares e idiotas amb Juan José Millás
- 1996 - Colección La Neurona Feliz (6 toms de dibuixos)
- 1992-2007 - Informática para Torpes, amb el superheroi Megatorpe, (Il·lustracions de 77 toms)
- 1992 - Doce de Babilonia (novel·la)
- 1985 - Los Manuales de Crisp & Son [còmic]
- 1984 - Historia Forgesporánea [còmic]
- 1982 - Forges 5 (Dibuixos)
- 1982 - Los Wordiales '82 [còmic]
- 1980 - Historia de Aquí [còmic]
- 1980 - Forgescedario (7 llibres de dibuixos)
- 1979 - Forges 4 (dibuixos)
- 1978 - La Consti (la Constitució de 1978 a l'abast de qualsevol lector) [còmic]
- 1976 - Los Forrenta años (40 anys de franquisme) [còmic]
- 1974 - Comiciclos [còmic]
- 1974 - Forges 3 (dibuixos)
- 1973 - Forges 2 (dibuixos)
- 1972 - Forges 1 (dibuixos)